# Phausina leucopogon
Phausina leucopogon är en spindelart som beskrevs av Simon 1905. Phausina leucopogon ingår i släktet Phausina och familjen hoppspindlar. Inga underarter finns listade i Catalogue of Life.